# Họ Cú lợn
Họ Cú lợn (danh pháp khoa học: Tytonidae) là một trong hai họ động vật thuộc bộ Cú, một số loài thấy ở Việt Nam thường được gọi chung là chim lợn do tiếng kêu của nó giống lợn. Cú lợn là chim săn mồi, hoạt động chủ yếu về đêm, thường sống thành đôi hoặc đơn độc và không di trú.

## Mô tả
Cú lợn là họ cú cỡ trung bình và lớn, đầu to, chân khỏe với móng vuốt sắc. Nét đặc thù của chúng là đĩa mặt hình trái tim, được tạo bởi lông vũ. Những lông vũ này còn có tác dụng định vị và khuếch đại âm thanh khi săn mồi. Lông vũ ở cánh cú lợn cũng có cấu tạo đặc biệt nên không phát ra tiếng động khi bay, giúp chúng nghe tốt hơn và tránh được sự phát hiện của con mồi. Nhìn chung cú lợn có lưng từ màu xám đến nâu, ngực và bụng màu sáng hơn, có thể có đốm. Cú lợn rừng thường nhỏ hơn và đĩa mặt không có hình trái tim mà được chia thành 3 phần, tai được lông chùm bao bọc.

## Phân bố
Cú lợn phân bố khá rộng, nó có thể sống ở môi trường sa mạc, rừng, ở vùng có khí hậu ôn đới lẫn nhiệt đới. Cú lợn có mặt ở khắp nơi, trừ Bắc Mỹ, sa mạc Sahara và một phần của châu Á.

## Các chi, loài
Chi Tyto (Chi Cú lợn)

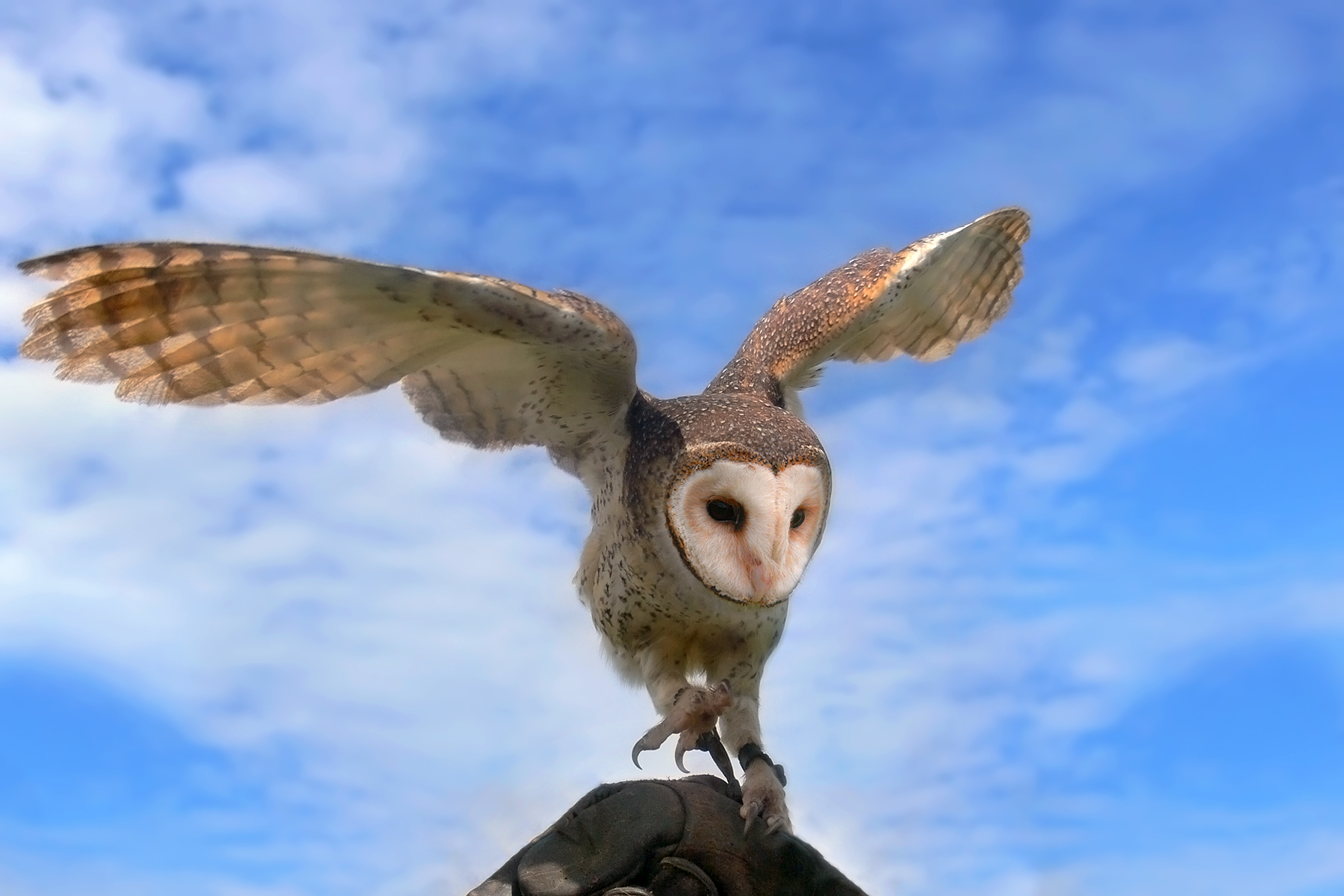
Cú lợn mặt nạ châu Úc

- Tyto alba: Cú lợn lưng xám, là loài phân bố rộng nhất của họ Cú lợn cũng như là một trong những loài phân bố rộng nhất của lớp Chim
  - Tyto alba delicatula: Cú lợn phương Đông[2]
- Tyto aurantia: Cú lợn mặt nạ vàng, là loài chim đặc hữu của đảo New Britain, Papua New Guinea
- Tyto capensis: Cú lợn đồng cỏ châu Phi, sống ở nhiều nước thuộc châu Phi
- Tyto deroepstorffi: Cú lợn mặt nạ Andaman[3]
- Tyto glaucops: Cú lợn mặt xám, sống ở Haiti, Dominica
- Tyto inexspectata: Cú lợn vàng Sulawesi, là loài chim đặc hữu của đảo Sulawesi, Indonesia
- Tyto longimembris: Cú lợn đồng cỏ châu Úc,[4] tìm thấy ở Úc, Trung Quốc, Fiji, Ấn Độ, Indonesia, Myanma, Nepal, New Caledonia, Papua New Guinea, Philippines, Đài Loan, Việt Nam, Hồng Kông, Nhật Bản
- Tyto manusi: Cú lợn mặt nạ Manus, là loài chim đặc hữu ở đảo Manus, Papua New Guinea
- Tyto multipunctata: Cú lợn bồ hóng nhỏ, sống ở những vùng có khí hậu nhiệt đới, ẩm ướt của Úc[5]
- Tyto nigrobrunnea: Cú lợn mặt nạ Taliabu, là loài chim đặc hữu của quần đảo Sula, Indonesia
- Tyto novaehollandiae:Cú lợn mặt nạ châu Úc, sống ở miền nam New Guinea và những vùng không phải sa mạc của Úc
  - Tyto novaehollandiae troughtoni: Cú lợn mặt nạ hang - còn có bất đồng về loài này; có thể đã tuyệt chủng trong thập niên 1960
- Tyto rosenbergii: Cú lợn Sulawesi, có nguồn gốc từ Indonesia nhưng vùng sinh sống khá rộng
  - Tyto rosenbergii pelengensis: Cú lợn mặt nạ Peleng - có khả năng đã tuyệt chủng vào giữa thế kỷ 20
- Tyto sororcula: Cú lợn mặt nạ nhỏ, là loài chim đặc hữu của Indonesia
  - Tyto (sororcula) cayelii: Cú lợn mặt nạ Buru - có khả năng đã tuyệt chủng vào giữa thế kỷ 20
- Tyto soumagnei: Cú lợn đỏ Madagascar, sống ở đảo Madagascar
- Tyto tenebricosa: Cú lợn bồ hóng lớn, sống ở đông nam Úc, rừng nhiệt đới Montane, New Guinea

Chi Phodilus (Chi Cú lợn rừng)
- Phodilus assimilis: Cú lợn rừng Sri Lanka[6]
- Phodilus badius: Cú lợn rừng phương Đông, sống ở khắp Đông Nam Á
  - Phodilus (badius) riverae: Cú lợn rừng Samar - có khả năng đã tuyệt chủng vào giữa thế kỷ 20
- Phodilus prigoginei: Cú lợn rừng Congo - sống ở Cộng hòa Dân chủ Congo, đôi khi được xếp vào chi Cú lợn

Các loài hóa thạch
- Necrobyas (Cuối thế Eocen/Đầu thế Oligocen - Cuối thế Miocen)
- Nocturnavis (Cuối thế Eocen/Đầu thế Oligocen)
- Prosybris (Cuối thế Eocen/Đầu thế Oligocen - Đầu thế Miocen, tìm thấy ở Pháp)
- Selenornis (Cuối thế Eocen/Đầu thế Oligocen, tìm thấy ở Quercy, Pháp)

Ngoài ra, các dấu vết hóa thạch ở Quercy, Pháp thuộc cuối thế Eocen/Đầu thế Oligocen của các chi Palaeotyto và Palaeobyas còn đang được cân nhắc vì chúng có thể thuộc họ Sophiornithidae (chim Khôn ngoan).

## Chim lợn ở Việt Nam

### Các loài
Ở Việt Nam, đã phát hiện 3 loài cú lợn:
- Cú lợn lưng xám (Tyto alba stertens): còn gọi là cú lợn trắng, chim trưởng thành có kích thước cánh 275–323 mm; đuôi: 119–127 mm; giò: 68–77 mm; mỏ: 30–32 mm. Đĩa mặt hình trái tim, trắng óng ánh. Có lông quanh mắt, nhất là phía trước nâu hung. Vòng cổ trắng mịn, mút các lông mà hung điểm nâu nhỏ ở giữa, nửa vòng dưới màu hung nâu thẫm. Mặt lưng và bao cánh lấm tấm nâu xám nhạt và trắng, giữa mút lông có điểm trắng viền nâu thẫm, mép lông hung vàng. Lông cánh hung vàng xỉn có vằn rộng và lấm tấm nâu xám nhạt. Lông đuôi hung vàng có đốm nhỏ màu nâu xám nhạt, vằn ngang rộng cùng màu. Mặt lưng có màu sắc thay đổi tùy theo từng cá thể: ngả màu nâu xám nhạt hoặc màu hung vàng. Mắt nâu thẫm, mỏ trắng bợt, da gốc mỏ hơi hồng, chân nâu hồng. Loài cú lợn có ở hầu hết các đô thị như Hà Nội, Hải Phòng, Nam Định, Quảng Trị, Huế, Thành phố Hồ Chí Minh,...
- Cú lợn rừng phương Đông (Phodilus badius saturatus): ở Việt Nam thường được gọi là cú lợn rừng, chim trưởng thành trán, đỉnh đầu và đĩa mặt màu hung, nâu phớt tím. Lông quanh mắt màu mận chín, vòng cổ trắng với mút lông màu nâu tím thẫm và đen. Phần còn lại của bộ lông nhìn chung có màu nâu với các đốm nhỏ màu đen rải rác. Đuôi hung nâu, có vằn đen nằm ngang. Mắt nâu thẫm, mỏ vàng hung, chân nâu hoặc nâu vàng. Hiện chưa có số liệu sinh hoạc về loài này.Cú lợn rừng sống trong các vùng rừng kể cả nơi có cây bụi thứ sinh và rừng tràm. Ở Việt Nam mới chỉ thu thập được mẫu vật ở Bắc Kạn, huyện Kỳ Anh, Hà Tĩnh), thị xã Ayunpa (Gia Lai) và Trà Vinh.
- Cú lợn lưng nâu (Tyto longimembris): còn gọi là cú lợn vằn, chim trưởng thành có kích thước cánh: 273–348 mm; đuôi: 114–125 mm; giò: 86–94 mm; mỏ: khoảng 36 mm. Đĩa mặt trắng óng ánh hay hơi hung hồng, trước mắt có vệt nâu đen thẫm. Vòng cổ trắng nhưng hơi phớt hung, ở phần lớn cá thể, mút lông viền nâu thẫm. Mặt lưng nâu thẫm, mép và phần gốc các lông hung vàng, gần mút lông có điểm trắng nhỏ. Lông cánh hung nâu có vằn rộng, mép ngoài và mút lông nâu. Đuôi hung vàng rất nhạt có bốn vằn ngang nâu. Mặt bụng trắng phớt hung vàng, nhất là ở ngực, các lông có điểm nhỏ màu nâu trừ phần trước cổ, dưới đuôi và đùi. Mắt nâu, mỏ trắng bợt hơi hồng, da gốc mỏ hồng nhạt, chân nâu hồng hay nâu đen nhạt. Đã bắt được loài này ở các khu rừng thuộc Vĩnh Phúc, Lạng Sơn và ở một số nơi ở Nam Bộ

### Bảo vệ
- Theo nghị định số 32/2006/NĐ-CP của Chính phủ Việt Nam ngày 30 tháng 3 năm 2006 về quản lý thực vật rừng, động vật rừng cấp, quý hiếm, Cú lợn rừng và Cú lợn lưng xám được xếp vào nhóm hạn chế khai thác, sử dụng vì mục đích thương mại.
- Theo quyết định số 140/2000/QĐ-BNN/KL của Bộ trưởng Bộ Nông nghiệp và Phát triển Nông thôn Việt Nam ngày 21 tháng 12 năm 2000, Cú lợn lưng xám và Cú lợn lưng nâu được xếp vào các loài động vật là thiên địch của chuột (thức ăn chính là chuột), bị nghiêm cấm khai thác từ tự nhiên.
- Cú lợn rừng: được đưa vào sách đỏ Việt Nam (mức độ nguy cấp bậc T - bị đe dọa), có giá trị thẩm mỹ và khoa học, là nguồn gen quý, có vùng phân bố rộng nhưng số lượng cá thể ít, hiếm gặp.

### Trong đời sống
- Mặc dù là loài vật có ích, ăn chuột và một số loài côn trùng nhưng cũng như các loài thuộc họ Cú mèo, chim lợn là đối tượng xua đuổi của con người. Điều này xuất phát từ niềm tin của nhiều người Việt rằng chim lợn kêu là điềm báo trước có người nào đó sắp chết. Thậm chí, họ cho rằng chim lợn kêu 7 tiếng thì cái chết ứng vào nam giới còn 9 tiếng thì ứng vào nữ giới.
- Gần đây, những người chuyên thông báo tin tức, thường là để phục vụ cho những việc làm phi pháp hoặc bị coi là xấu (chẳng hạn buôn lậu, "buôn dưa lê") cũng được gọi bằng tiếng lóng là chim lợn.